# Municipio de Riverside (condado de Brown)
El municipio de Riverside (en inglés: Riverside Township) es un municipio ubicado en el condado de Brown en el estado estadounidense de Dakota del Sur. En el año 2010 tenía una población de 58 habitantes y una densidad poblacional de 0,62 personas por km².

## Geografía
El municipio de Riverside se encuentra ubicado en las coordenadas 45°32′42″N 98°2′29″O / 45.54500, -98.04139. Según la Oficina del Censo de los Estados Unidos, el municipio tiene una superficie total de 93.24 km², de la cual 93,24 km² corresponden a tierra firme y (0 %) 0 km² es agua.

## Demografía
Según el censo de 2010, había 58 personas residiendo en el municipio de Riverside. La densidad de población era de 0,62 hab./km². De los 58 habitantes, el municipio de Riverside estaba compuesto por el 96,55 % blancos, el 1,72 % eran afroamericanos, el 1,72 % eran de otras razas. Del total de la población el 1,72 % eran hispanos o latinos de cualquier raza.